# Paris Police 1900
Paris Police 1900 è una serie televisiva di genere poliziesco francese. È andata in onda per la prima volta in Francia su Canal+ dall'8 febbraio al 1º marzo 2021.
In Italia è trasmessa dal dicembre 2021 sul canale a pagamento Sky Atlantic.

## Trama
Nel 1899 a Parigi, dopo l'affare Dreyfus, la Terza Repubblica è sul punto di esplodere. La minaccia è multipla tra gli anarchici e le leghe nazionaliste e antisemite. Ad aggravare il quadro vi è poi la morte improvvisa del presidente Félix Faure.
È in questo contesto teso che Antoine Jouin, un giovane e ambizioso ispettore della omicidi, viene incaricato di un'indagine delicata. Il corpo di una giovane donna è stato trovato fatto a pezzi in una valigia. Il giovane poliziotto incrocerà il prefetto Louis Lépine, Jeanne Chauvin (un'avvocatessa - la seconda a prestare giuramento, ma la prima a dichiararsi come tale) e Marguerite Steinheil (una cortigiana convertita in informatrice). Nonostante la loro opposizione, si uniscono per combattere un colpo di stato.